# Ristebrekka
Ristebrekka är en kulle i Antarktis. Den ligger i Östantarktis. Norge gör anspråk på området. Toppen på Ristebrekka är 1 623 meter över havet.
Terrängen runt Ristebrekka är platt åt nordväst, men åt sydost är den kuperad. Trakten är obefolkad. Det finns inga samhällen i närheten. 